# Koolstofdisulfide
Koolstofdisulfide of zwavelkoolstof is een anorganische verbinding van koolstof en zwavel, met als brutoformule CS2. In zuivere toestand komt de stof voor als een heldere, kleurloze en ontvlambare vloeistof, met een chloroformachtige geur. Koolstofdisulfide kan worden opgevat als het zwavelanaloog van koolstofdioxide.
Koolstofdisulfide komt in lage concentraties voor in de natuur, ten gevolge van vulkaanuitbarstingen. Ook gassen afkomstig van moerassen bevatten kleine hoeveelheden koolstofdisulfide.

## Synthese
Koolstofdisulfide kan bereid worden uit de reactie van methaan en zwavel, bij 600 °C en in aanwezigheid van een silicagel of aluminiumoxide als katalysator:
{\displaystyle {\ce {2CH4 + S8 -> 2CS2 + 4H2S}}}

## Eigenschappen en reacties
Koolstofdisulfide is een apolaire verbinding. Dit kan verklaard worden door het feit dat de molecule lineair en symmetrisch is en het netto dipoolmoment dus 0 D bedraagt. De verbrandingsreactie is analoog aan die van methaan:
{\displaystyle {\ce {CS2 + 3O2 -> CO2 + 2SO2}}}
In vergelijking met koolstofdioxide is koolstofdisulfide veel reactiever ten opzichte van nucleofielen (bijvoorbeeld Grignard-reagentia) en wordt het gemakkelijker gereduceerd. Deze eigenschap kan toegeschreven worden aan het zwakker π-donerend karakter van zwavel, zodat het koolstofatoom elektrofieler wordt. Met alkoxiden worden xanthaten gevormd:
{\displaystyle {\ce {R-ONa + CS2 -> R-O-CSS-Na+}}}
Deze reactie vormt de basis bij het regenereren van cellulose.
De reactie met chloorgas levert tetrachloormethaan en zwavelchloride:
{\displaystyle {\ce {CS2 + 3Cl2 -> CCl4 + S2Cl2}}}

## Toepassingen
Koolstofdisulfide wordt soms gebruikt als een apolair oplosmiddel. Met name zwavel, fosfor, seleen, broom, jood, vetten, harsen en rubbers lossen er goed in op. Verder wordt het vooral gebruikt bij de synthese van organozwavelverbindingen en bij de productie van viscose.

## Toxicologie en veiligheid
Bij hoge concentraties en bij langdurige inademing van koolstofdisulfide is de stof giftig. Het is zeer schadelijk en irriterend voor de huid, ogen en de luchtwegen. Koolstofdisulfide kan via de huid het lichaam binnendringen en leiden tot hevige irritatie, roodheid, jeuk en ontstekingen. Blootstelling aan hoge concentraties kan schadelijk zijn voor het centraal zenuwstelsel.
Koolstofdisulfide  kan met aziden of zuivere metalen (natrium, kalium, magnesium, ijzer) brand en ontploffingen veroorzaken.